# 地方法院 (南非)
地方法院是南非法院系统中级别最低的法院，负责审理大多数刑事案件的一审，以及索赔价值低于固定金额的民事案件。

## 地区

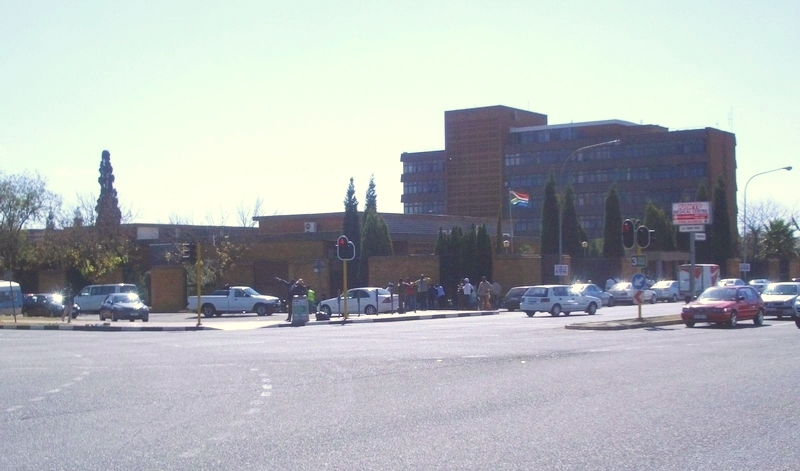
肯普顿地方法院

南非有多个治安区，每个治安区设有地方（District Courts）及地区（Regional Courts）法院，地区法院负责审理较为严重的案件。部分地区还设有分院。各区又分为区域分院或巡回法院，由区域法院负责管辖。
目前，每个省都设有一个区域分院。截至2010年，南非共有384个区（因此共有384个地区法院）、18个设有独立法院的分区、79个分院和235个定期法院。共有1914名治安法官，其中包括351名区域法院治安法官。

## 管辖权
在刑事案件中，地方法院对除叛国罪、谋杀和强奸之外的所有罪行拥有管辖权；地区法院仅审理刑事案件，对除叛国罪之外的所有罪行拥有管辖权。
地方法院可以判处不超过100000兰特的罚款或不超过3年的监禁，而地区法院可以判处不超过300000兰特的罚款或不超过20年的监禁，对于某些罪行，地区法院还可以判处终身监禁。
在民事案件中，地方法院具有对索赔价值200000兰特或以下的案件的管辖权，而地区法院具有对索赔价值介于200000-400000兰特的案件的管辖权。此外，地区法院还具有对离婚及相关事务的管辖权。